# Hirneinklemmung
Eine Hirneinklemmung, Einklemmung des Gehirns oder Herniatio cerebri (kurz auch Einklemmung oder Herniation  genannt) bezeichnet in der Neurochirurgie die Verschiebung von Teilen des Gehirns durch gesteigerten Intrakraniellen Druck. Unterschieden wird dabei zwischen oberer und unterer Einklemmung. Bei der oberen (= absteigend-transtentorialen) Einklemmung kommt es zur Verschiebung von Hirnmasse unter das Tentorium cerebelli. Bei der unteren (= tonsillaren) Einklemmung werden die Kleinhirntonsillen durch das Foramen magnum, einer Öffnung im Schädel mit Verbindung zum Rückenmark, zwischen Medulla oblongata und knöcherne Strukturen gepresst. Dadurch wird das Verlängerte Mark komprimiert. Wenn das dort befindliche Atemzentrum betroffen ist, resultiert der Tod durch Atemstillstand. Daher ist die untere Einklemmung im Gegensatz zur oberen unmittelbar lebensbedrohlich.
Weitere bekannte Formen der Einklemmung sind:
- „subfalcine“ Einklemmung des Gyrus cinguli unter der Falx cerebri
- „absteigend-transalare“ Einklemmung von Frontalhirnmasse in der mittleren Schädelgrube
- „aufsteigend-transalare“ Einklemmung des vorderen Temporallappen in der vorderen Schädelgrube
- „aufsteigend-transtentoriale“ Einklemmung von Kleinhirnmasse über dem Tentorium cerebelli
- „extrakraniale“ Einklemmung von Hirnmasse im Bruchspalt einer Schädelfraktur oder Operationswunde

Dabei sind aufsteigende Einklemmungen deutlich seltener als absteigende, und meist durch lokal begrenzte raumfordernde Prozesse (v. a. Tumoren) bedingt. Häufig treten auch mehrere Einklemmungen in Kombination auf. Subfalcine und transalare Einklemmungen führen nicht unmittelbar zu einer Kompression des Hirnstamms, jedoch zu Störungen des Blut- und Liquorflusses, welche den intrakraniellen Druck weiter erhöhen und dadurch zusätzliche, gefährlichere Einklemmungen auslösen können.

## Verlauf
Die Einklemmung stellt die gemeinsame Endstrecke von Erkrankungen des Hirns dar, die mit einer Volumenzunahme einhergehen. Die Pathophysiologie schreitet wie folgt vor: Auf Grund des erhöhten Intrakraniellen Druckes werden zuerst die Venen komprimiert, später die Arterien. Es kommt erst zu einer Ischämie, dann zu einem hämorrhagischen Infarkt, dies stellt den eigentlichen Mechanismus dar, der die Schädigung der Neurone bewirkt.
Der Einklemmung gehen vegetative Symptome wie Blutdrucksteigerung und Steigerung der Atemfrequenz voraus. Weiterhin kommt es zu einer Engstellung der Pupillen, der Miosis. Dies ist Folge der Ischämie des Edinger-Westphal-Kerns, der auf Grund des Sauerstoffmangels seine Spontanentladungsfrequenz erhöht und somit über den Nervus oculomotorius die Miosis bewirkt. Erst im weiteren Verlauf kommt es durch Zelluntergang im Kerngebiet zu einer Weitstellung der Pupillen, der Mydriasis.
Im weiteren Verlauf, bei Einklemmung der Medulla oblongata, kommt es zur Arteriellen Hypotonie.